# Международный конкурс пианистов имени Ференца Листа (Утрехт)
Международный конкурс пианистов имени Ференца Листа (нидерл. Internationaal Franz Liszt Pianoconcours) — соревнование пианистов, исполняющих академическую музыку, проводящееся в Утрехте. Конкурс был учреждён в 1986 году к столетию со дня смерти Ференца Листа и проводится раз в три года среди исполнителей в возрасте от 17 до 29 лет.
В жюри конкурса в разные годы входили, в частности, Лазарь Берман, Михаил Воскресенский, Эрл Уайлд, Сиприан Катсарис, Арналду Коэн.

## Лауреаты конкурса
| 1986 | Мартин ван ден Хук (Нидерланды)   |
| 1989 | Энрико Паче (Италия)              |
| 1992 | Сергей Пашкевич (Россия)          |
| 1996 | Игорь Рома (Италия)               |
| 1999 | Масару Окада (Япония)             |
| 2002 | Жан Дюбе (Франция)                |
| 2005 | Сунь Инди (Китай)                 |
| 2008 | Виталий Писаренко (Украина)       |
| 2011 | Масатака Гото (Япония)            |
| 2014 | Мариам Бацашвили (Грузия)         |
| 2017 | Александр Ульман (Великобритания) |